# إيلين بيريز
إيلين بيريز (بالإنجليزية: Ellen Perez)‏ هي لاعب كرة مضرب أسترالية، ولدت في 10 أكتوبر 1995 في نيوساوث ويلز في أستراليا.

## وصلات خارجية
- إيلين بيريز على موقع رابطة محترفات التنس (الإنجليزية)
- إيلين بيريز على موقع الاتحاد الدولي لكرة المضرب (الإنجليزية)
- إيلين بيريز على موقع كأس بيلي جين كينغ (الإنجليزية)
- إيلين بيريز على موقع اتحاد التنس الأسترالي (الإنجليزية)
- إيلين بيريز على موقع بطولة ويمبلدون (الإنجليزية)
- إيلين بيريز على موقع خلاصة التنس.كوم (الإنجليزية)
- إيلين بيريز على موقع إي إس بي إن.كوم (الإنجليزية)
- إيلين بيريز على موقع اللجنة الأولمبية الدولية (الإنجليزية)
- إيلين بيريز على موقع أوليمبيديا (الإنجليزية)
- إيلين بيريز على موقع اللجنة الأولمبية الأسترالية (الإنجليزية)